# Polskie Wrota
Polskie Wrota – przełęcz położona na wysokości 660 m n.p.m. w południowo-zachodniej Polsce, w Sudetach Środkowych, między Pogórzem Orlickim a Górami Orlickimi.

## Położenie
Przełęcz położona jest około 3,0 km na zachód od centrum miejscowości Duszniki-Zdrój, na północnej granicy Obszaru Chronionego Krajobrazu Gór Orlickich i Bystrzyckich, po południowo-wschodniej stronie od wzniesienia Gomoła z ruinami zamku Homole. Jest to wyraźne szerokie obniżenie o stromym południowym skrzydle i łagodnych podejściach, płytko wcinające się w piaskowcowe podłoże między Pogórze Orlickie a Góry Orlickie. Przełęcz leży na dziale wodnym Odry i Łaby. Otoczenie przełęczy częściowo porastają dolnoreglowe lasy mieszane oraz kultury świerkowe.

## Historia
Dawniej wiódł przez obniżenie szlak handlowy z Czech do Polski (jedna z odnóg szlaku bursztynowego, stąd nazwa), później przebiegała tędy stara droga handlowa łącząca Śląsk z Czechami. Obecnie przebiega tu droga krajowa nr 8 (E67) łącząca Kłodzko i Náchod. Na wschód od przełęczy od drogi tej odbija na południe droga do Międzylesia, tzw. „Autostrada Sudecka”.

## Szlaki turystyczne
Przez Polskie Wrota przechodzą dwa szlaki turystyczne:
- Zamek Homole – Bukowy Stawek – Zielone Ludowe – Przełęcz Polskie Wrota – Lewin Kłodzki – Przełęcz Lewińska,
- Zielone Ludowe – Przełęcz Polskie Wrota – Jawornica – Jerzykowice Małe – Kocioł – Kocioł PL/CZ – Olešnice v Orlických horách – Číhalka – Podgórze PL/CZ.